# أغلدار (ألقورات)
أغلدار (بالفارسية: اغلدر) هي مستوطنة تقع في إيران في قسم ألقورات الريفي. يقدر عدد سكانها بـ 36 نسمة .